# Киприан (епископ Пермский)
Епископ Киприан (ум. 1558) — епископ Русской православной церкви, епископ Пермский и Вологодский.

## Биография
В 1542 году упоминается архимандритом Московского Богоявленского монастыря.
Известно, что он был духовным отцом и душеприказчиком княгини Ксении Юрьевны Ромодановской.
30 января 1547 года хиротонисан во епископа Пермского и Вологодского.
1 февраля 1547 года принял участие в работе Макарьевского собора. На Соборе были причислены к лику святых русские подвижники. 26 февраля 1547 года митрополит Макарий послал «на Вологду и на Белоезеро» грамоту, извещающую о канонизации святых.
В декабре 1547 года он в числе других архиереев поручался перед царём за князя Ивана Пронского.
Не принимал участие в работе второго Макарьевского собора, проходившего в 1549 году.
В 1551 году — участник Стоглавого собора в Москве. В числе решений Собора было установление юрисдикции епископа Пермского и Вологодского Киприана «над настоятелями монастырей Великоустюжского, Архангельского, Арсеньева Комельского и Вологодского Глушицкого».
В 1555 году был участником Собора о «многоразличных чинех» и принимал участие в хиротонии первого архиепископа Казанского — святителя Гурия (Руготина).
Скончался в 1558 году. Погребён в Вологодском кафедральном соборе во имя Софии Премудрости Божией.